# Martin Simon Schoultz von Ascheraden

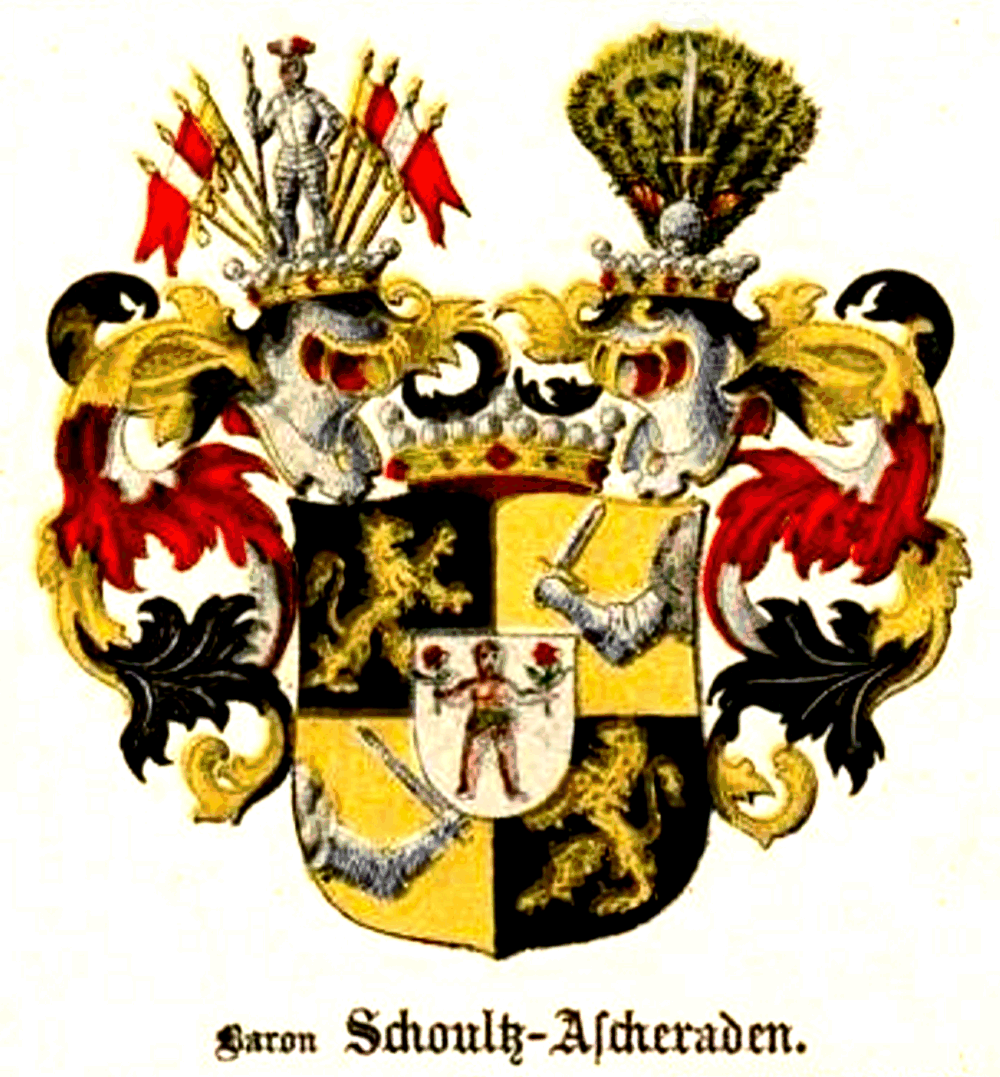
Familienwappen der Freiherren Schoultz von Ascheraden

Martin Simon Schoultz von Ascheraden (* 4. Januar 1660; † 3. November 1730 in Stralsund) war ein schwedischer Generalleutnant und Gouverneur von Wismar.

## Leben
Seine militärische Laufbahn begann 1676 als Musketier im Leibregiment, hier wurde er 1675 auch zum Fähnrich ernannt. Er diente dann ab 1676 als Leutnant im Bergsregiment. Im Jahre 1678 wurde er im Skaraborgs-Regement zum Kapitän befördert. Als Major diente er 1693 im Stralsundska Regement, wurde hier zum Oberstleutnant befördert und übernahm als Kommandeur das Regiment unter gleichzeitiger Beförderung zum Oberst und ab 1702 als Stadtkommandant von Stralsund. Ab 1710 im Range eines Generalmajors der Infanterie, war er 1713 Oberbefehlshaber in Stralsund. Es folgte 1716 die Ernennung zum Generalleutnant und Gouverneur in Wismar. Er wurde insbesondere dadurch bekannt, dass er von Juni 1715 bis April 1716 die schwedische Festung Wismar gegen ein überlegenes Heer aus Sachsen, Dänen und Russen verteidigte. Er nahm am 2. Juni 1721 seinen Abschied und ließ sich in Stralsund nieder, wo er am 11. März 1730 verstarb und beigesetzt wurde.

## Familie
Martin Simon stammte aus dem schwedisch-baltischen Adelsgeschlecht Schoultz von Ascheraden, welches seit 1583 in Livland angesiedelt war. Sein Vater war der General und Gouverneur von Narwa Martin Schoultz von Ascheraden (1617–1682), der 1675 unter dem Namen „Schoultz von Ascheraden“ in den schwedischen Adel aufgenommen worden war. Seine Mutter war dessen erste Ehefrau Anna Margaretha von Zimmermann. Martin Simon heiratete 1700 Anna Magaretha von Kruse († 5. März 1738) die einzige Tochter des Kammerpräsidenten von Mecklenburg und Geheimen Rats in Gottorf Henrie Christoph von Kruse. Das Paar hatte drei Kinder:
- Heinrich Christoffer (* 1704 in Zarnekow; † 27. Juli 1737 bei Oczakow), königlich polnisch-sächsischer Oberstleutnant, ohne Nachkommen
- Carl Ludwig (* 13. Juli 1711; † 10. Oktober 1740), königlicher Kammerherr ⚭ Christina Ursula Marschalck (1717–1778)
- Christina Louise (* 1. März 1713; † 10. August 1743) ⚭ Friedrich Wilhelm von Goeden